# Stegastes pictus
Stegastes pictus är en fiskart som först beskrevs av Castelnau, 1855.  Stegastes pictus ingår i släktet Stegastes och familjen Pomacentridae. Inga underarter finns listade i Catalogue of Life.